# Ultra HD Blu-ray

Zadní strana 100GB Ultra HD Blu-ray disku.

Ultra HD Blu-ray je formát optických disků určený pro ukládání a přehrávání videa v ultra vysokém rozlišení (4K). Tento formát zobrazuje obsah v rozlišení 3840 x 2160 pixelů a podporuje technologii vysokého dynamického rozsahu (HDR) pro lepší kvalitu obrazu s živějšími barvami a vyšším kontrastem. První přehrávače a disky Ultra HD Blu-ray byly uvedeny na trh v roce 2016.

## Technické specifikace
Ultra HD Blu-ray byl specifikován asociací Blu-ray Disc Association (BDA) v květnu 2015 pro diskové kapacity 50 GB, 66 GB a 100 GB. Přehrávače, které byly navrženy pro starší formát Blu-ray Disc (2K/HD) z března 2011, nejsou kompatibilní s 50 GB Ultra HD Blu-ray disky kvůli odlišným metodám kódování videa a ochraně obsahu.
Maximální přenosová rychlost závisí na typu disku:
- Pro 50 GB disk jsou specifikovány přenosové rychlosti 72 Mbps (nízká volba) a 92 Mbps (standardní volba).
- Pro 66 GB a 100 GB disky jsou specifikovány přenosové rychlosti 92 Mbps (nízká volba), 123 Mbps (standardní volba) a 144 Mbps (vysoká volba).[1]

Disky Ultra HD Blu-ray jsou kódovány pomocí novějšího kodeku HEVC (H.265).
Formát Ultra HD Blu-ray podporuje několik typů HDR metadat, včetně Dolby Vision a HDR10, otevřeného standardu podporovaného Společností inženýrů filmového a televizního průmyslu (SMPTE). HDR10 je však požadavkem pro tvorbu Ultra HD Blu-ray disků. V červenci 2016 byla otevřena licenční sada pro přehrávače Ultra HD Blu-ray s podporou Dolby Vision, což znamená, že přehrávače uvedené před tímto datem nejsou kompatibilní. Některé přehrávače podporují jak Dolby Vision, tak HDR10, ale zatím je to méně obvyklé.
Formát podporuje 3D prostorový zvuk prostřednictvím formátů Dolby Atmos a DTS. Tyto technologie umožňují použití reprosoustav na stropě nebo jejich alternativ, které odrážejí zvuk od stropu pro pohlcující zvuk. Všechny přehrávače Ultra HD Blu-ray musí dekódovat jak Dolby, tak DTS kodeky do sterea a zároveň je přenášet do externích dekodérů prostřednictvím HDMI. To znamená, že Ultra HD Blu-ray zůstává plně kompatibilní s bezztrátovými formáty, jako jsou Dolby Atmos/True HD a DTS/HD-MA, i s 8kanálovým LPCM. Auro3D není součástí specifikací UHD BD, ale může být přenášeno prostřednictvím LPCM kódování.